# فرودگاه وست گیلفورد/رداستون لیک واتر
فرودگاه وست گیلفورد/رداستون لیک واتر (به انگلیسی: West Guilford/Redstone Lake Water Aerodrome) یک فرودگاه خصوصی است که یک باند فرود آب دارد. این فرودگاه در کشور کانادا قرار دارد و در ارتفاع ۳۶۳ متری از سطح دریا واقع شده است.